# Aqvilina
Aqvilina (Aquilina, Akvelina) är ett kvinnonamn som härstammar från romarriket.
I en form tros namnet vara den feminina formen av Aqvilinus, som i sin tur kommer av ”aquila” vilket är latin för "örn".
Namnet kan också härstamma från latinets ”aqva”, vilket betyder ”vatten”. I det gamla Rom byggdes 14 akvedukter vilka försåg staden med dricksvatten och kom att inspirera modern stadsplanering. Just den storskaliga tillgången på dricksvatten i Rom gav både staden och vattnet en särställning som någonting att beundra och namnet är alltså en personifiering av ordet ”akvedukt” med betydelsen ”hon som förser oss med vatten”.
I svenska almanackor äldre än 1901 ägde Aqvilinadagen rum den 13 juni till minne av martyren Sankt Aquilina, ett kristet barn från Byblos i Syrien (då Libanon) på 200-talet.
Den 31 december 2014 fanns det totalt 35 kvinnor folkbokförda i Sverige med namnet Aqvilina, varav endast en person bar det som tilltalsnamn.
Alternativa stavningar inkluderar Aquilina, Akvelina, Aquelina och Akvalina samt alla dessa men med ändelsen -e istället för -a.
Namnsdag: Saknas
Tidigare namnsdagar: 13 juni (före 1901)